# Eternittag
Et eternittag eller fibercementtag er et tag fremstillet af plader af fibercement. Udseendet af et eternittag kan veksle meget, da det er muligt at fremstille fibercementplader som er bølgede, med vandrette striber eller som ligner det mønster der kendes fra et teglstenstag. Det er samtidig muligt at fremstille fibercementpladerne til et eternittag i rigtig mange forskellige farver. 
Fibercement og eternit er reelt set det samme. Forvirringen består i, at 'Eternit' er et registreret varemærke for fibercement og derfor kaldes et fibercementtag ofte for et eternittag. 
Navnet stammer fra firmaet Cembrit, som tidligere hed Dansk Eternit. 
Materialet, som et eternittag er fremstillet af, – fibercement – så dagens lys for første gang i slutningen af 1800-tallet, da østrigeren Ludvig Hatschek kombinerede 10 % asbestfibre blandet med 90 % cement, med vand og på den måde fik dannet fibercement.
Man fandt således ud af, at materialet var meget holdbart, var forholdsvis økonomisk at fremstille og havde en vægt der gjorde det optimalt til byggerier. 
Først og fremmest begyndte man at bruge fibercement til beklædning af huse og på den måde opstod nye ting som en eternitfacade og et eternittag.
I lang tid benyttede man sig flittigt af fibercement, til sin nye facade eller til sit eternittag, men i 1970-80’erne fandt man tilsyneladende ud af, at asbestfibrene, som blev blandet sammen med cementen, ved fremstillingen af fibercement, har en stor sundhedsskadelig virkning på mennesker og man blev opmærksom på, at det blandt andet er kræftfremkaldende. 
På det tidspunkt opstod der en vis mistillid til brugen af fibercement og flere valgte andre former for tag, frem for et eternittag i en periode, fordi man ikke turde løbe nogen risiko med helbredet. 
Der blev arbejdet meget på at finde en ny slags fibre, som ville være i stand til at erstatte asbestfibrene i fibercementen og det lykkedes da man forsøgte sig med cellulosefibre. Disse viste sig at have nogenlunde samme egenskaber i fibercementen som asbestfibrene, men man kæmpede dog noget med holdbarheden af et eternittag, det første stykke tid, efter man var gået over til cellulosefibre.
I dag er kan man få lagt et eternittag, hvad enten man får opført en bygning privat, i industrien, til landbrug eller hvilket som helst andet sted, men det er langt fra så populært, som det var før i tiden. 
Holdbarhedstiden er kraftigt reduceret fra ca. 80 år til 25-30 år. Dog er eternitplader mere holdbare nu end de var ved overgangen til de asbestfri plader, hvor holdbarheden var under 10 år. 
Blandt fordelene ved et eternittag kan nævnes, at det er et forholdsvis let materiale. Et eternittag kan modstå alle slags vejrforhold og har samtidig en brandhæmmende effekt og herudover tillader et eternittag også, at bygninger kan ånde og komme af med den fugt som vil dannes i et hus hvor der færdes mennesker.